# Lluís Faraudo i de Saint-Germain
Lluís Faraudo i de Saint-Germain (Barcelona, 4 de juny de 1867 - 16 de setembre de 1957) fou un militar i erudit català.
Combinà la seva carrera militar (general de brigada) amb la bibliofília i l'estudi de textos catalans antics. Publicà nombrosos textos medievals catalans, sobretot de caràcter científic o tècnic (medicina, manescalia, cuina). Publicà per primera vegada el Llibre de Sent Soví (1952). Treballà també sobre Anselm Turmeda i publicà traduccions al català (moltes de les quals sota el pseudònim de Lluís d'Eztany o Deztany, entre elles Gargantua de François Rabelais). A la seva mort, llegà un important fitxer de cèdules lexicogràfiques que havia extret de textos catalans medievals (Vocabulari de la llengua catalana medieval) a l'Institut d'Estudis Catalans, institució que n'ha emprès la publicació en un web sota la direcció de Germà Colón.
Fou membre de la Société des Études Rabelaisiennes de París, de la Reial Acadèmia de Bones Lletres (a partir del 1941) i de la Secció Filològica de l'Institut d'Estudis Catalans (a partir del 1953).

## Obra
- (L. F. SG. editor), Pronostich per l'any 1533 compost per lo Reverent mestre Gaspar G. Molera e estampat a Barcelona per Carles Amorós a .XX. de Febrer del dit any, ed. Lluís Deztany. Barcelona, 1909.
- Viatges de Gulliver a diverses nacions del món - primera part, traducció del llibre de Jonathan Swift, Biblioteca Popular de l'Avenç, 1913.
- (L. F. SG. editor), ALCOATÍ, Libre de la Figura del Uyl: text català traduït de l'àrab per mestre Joan Jacme i conservat en un manuscrit del XIV segle a la Biblioteca Capitular de la Seu de Saragossa, ara exhumat i presentat per Lluís Deztany. Barcelona, 1933
- (L. F. SG. editor), El Libre de les Medicines Particulars : versión catalana trescentista del texto árabe del tratado de los medicamentos simples de Ibn Wáfid, autor médico toledano del siglo XI. Transcripción, estudio proemial y glosario. Barcelona, Real Academia de Buenas Letras, 1943
- “Consideracions entorn d'un pla de glossari raonat de la llengua catalana medieval”. J. Coromines (ed.), Miscel·lània Fabra: recull de treballs de lingüística catalana i romànica, dedicats a Pompeu Fabra pels seus amics i deixebles amb motiu del 75è aniversari de la seva naixença. Buenos Aires: Impremta i Casa Editora Coni, 1943, p. 143-174. (Facsímil Barcelona: IEC, 1998)
- “Llibre de totes maneres de confits: un tratado manual cuatrocentista de arte de dulcería”, Boletín de la Real Academia de Buenas Letras de Barcelona 19 (1946), p. 97-144
- Estudio preliminar y notas que acompañan al texto de la Expedición de los catalanes y aragoneses contra turcos y griegos de Francisco de Moncada. Barcelona, 1947
- “El texto primitivo inédito del Tractat de les mules de Mossen Dieç”, Boletín de la Real Academia de Buenas Letras de Barcelona 22 (1949), p. 23-62
- “El Llibre de Sent Soví : recetario de cocina catalana medieval”, Boletín de la Real Academia de Buenas Letras de Barcelona 24 (1951-1952), p. 5-81
- “Una versió catalana del Libre de les herbes de Macer”, Estudis Romànics 5 (1955-1956), p. 1-54